# Decaisnina hollrungii
Decaisnina hollrungii är en tvåhjärtbladig växtart som först beskrevs av Karl Moritz Schumann, och fick sitt nu gällande namn av Bryan Alwyn Barlow. Decaisnina hollrungii ingår i släktet Decaisnina och familjen Loranthaceae. Inga underarter finns listade i Catalogue of Life.